# Помпон

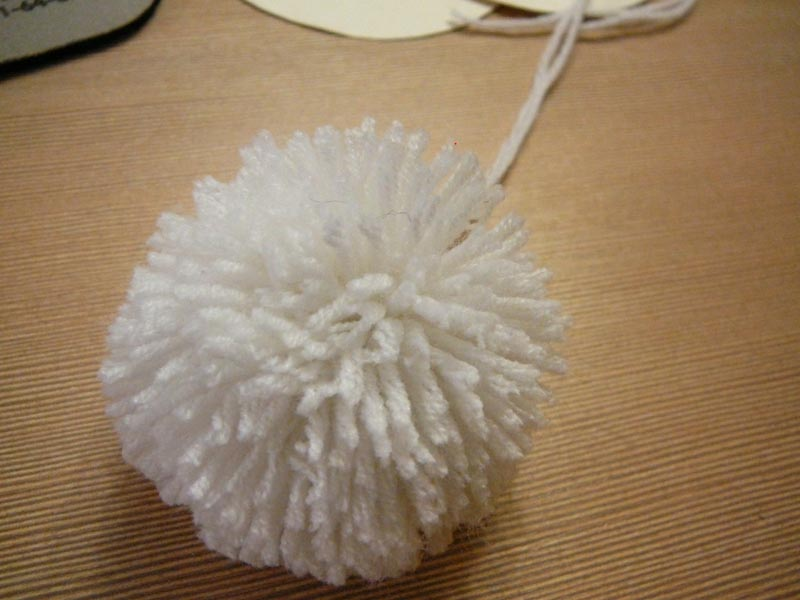
Внешний вид помпона

Помпон (фр. pompe — «великолепие, торжественность», англ. pom-pon, pom-pom) — шарообразное украшение из ниток или пряжи (шерсти).  Помпоны могут быть разных размеров и цветов, а также могут быть сделаны из различных материалов, например, хлопка, шерсти, бумаги и других.
Наиболее известны два способа использования помпонов, сильно различающихся между собой:
1. Помпоны для чирлидинга,
2. Помпоны — украшение на одежде.

## Помпоны для чирлидинга

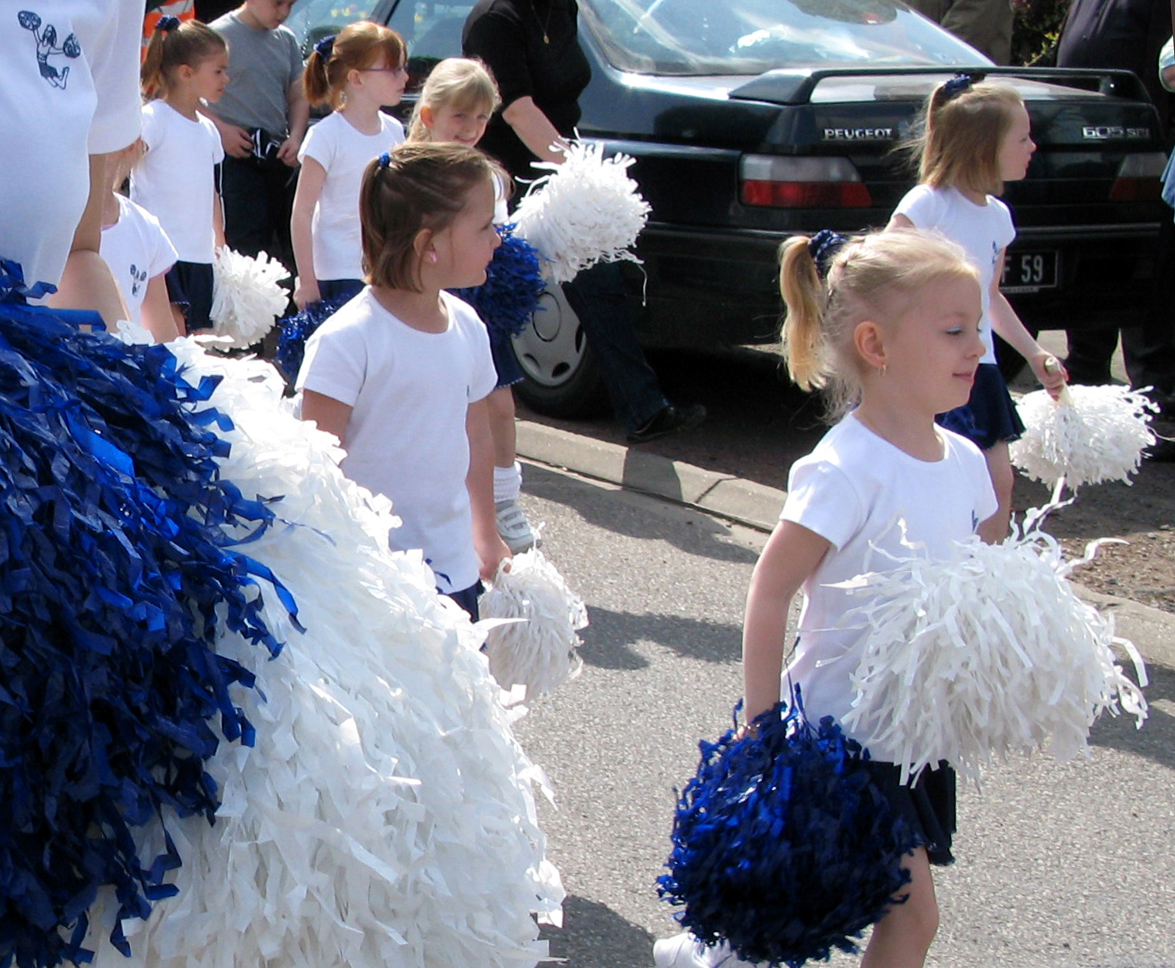
Помпоны

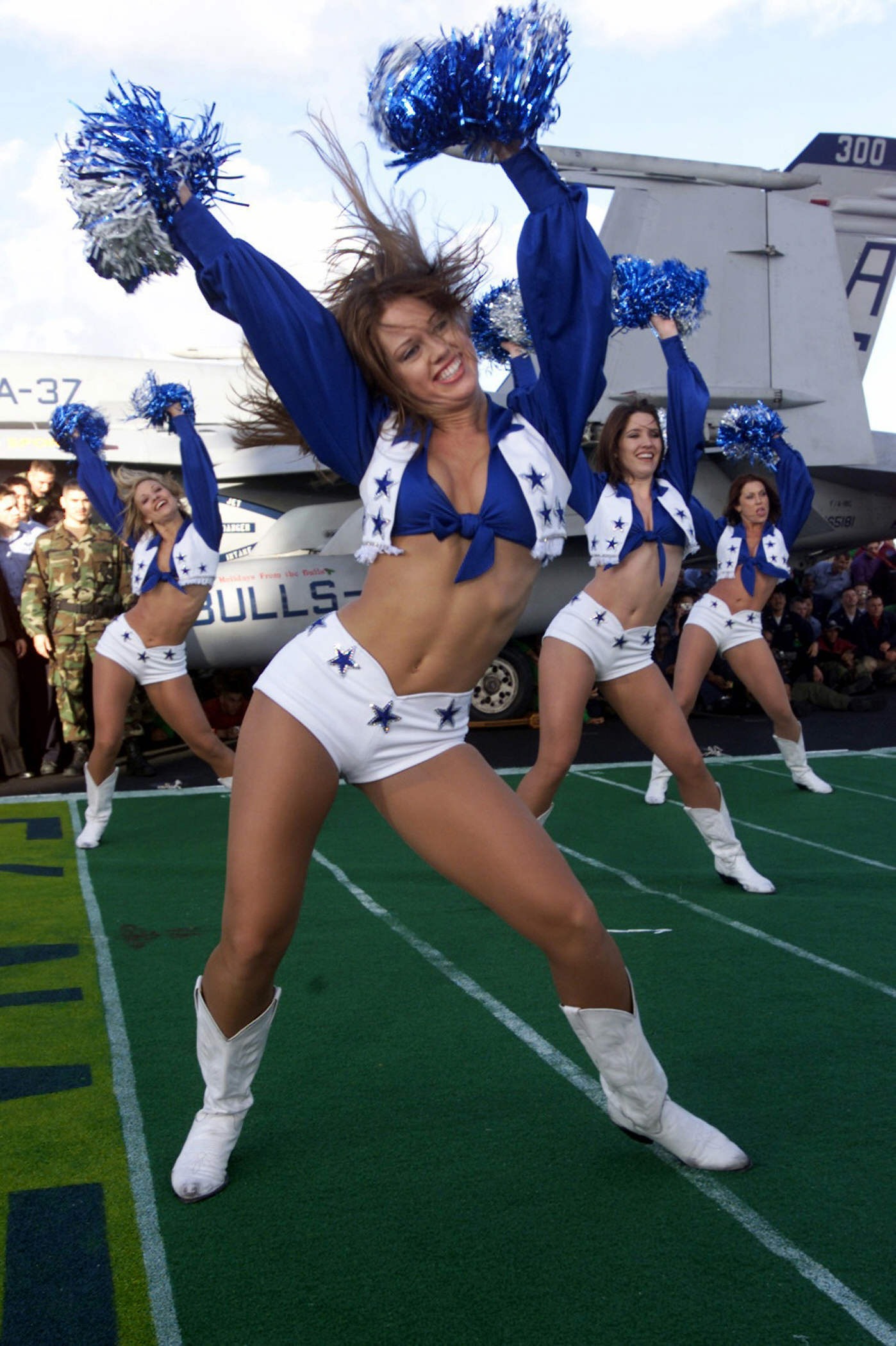
Выступление команды чирлидеров

В чирлидинге помпоны («пипидастры») используются для привлечения внимания и подчёркивания движений. Помпоны используются парами (по одному в каждой руке), но это может варьироваться в зависимости от целей выступления и хореографии танца.
Помпоны для чирлидинга обычно изготавливают из бумаги, металлизированной бумаги, пластика или винила и снабжают их специальной ручкой или кольцом для удобства удерживания. Они могут быть самых различных цветов, чаще всего они подбираются в соответствии с цветом формы, цветами эмблемы команды или цветами национального флага. В диаметре — около 30 см.
Такие помпоны могут использоваться как в постановке танцев, так и в хореографических шоу.

## Помпоны на одежде

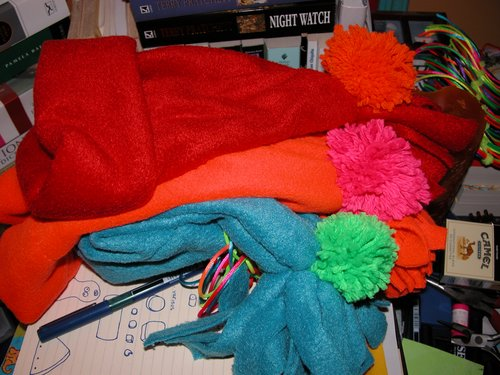
Помпоны на шапках

Помпоны на одежде значительно меньше по размерам тех, что используются в чирлидинге. Они пришиваются к одежде, обуви и головным уборам, являясь простым и популярным способом декорирования одежды, а зачастую и обработки концов шнурков, тесёмок и т. д.
Помпон на берете являлся важным элементом формы французских военно-морских сил, оберегавшим головы моряков от ударов о судовые перекрытия. Помпоны украшают традиционную итальянскую свадебную обувь, турецкие туфли для танцев, а также парадную обувь греческих солдат.
Помпоны также используются для декорирования игрушек, украшения интерьера.